# Fuente documental
Una fuente documental es el origen de la información usada especialmente para una investigación, bien sea el periodismo, la historiografía o la producción de literatura académica en general. En determinados contextos, los términos de autor y fuente son sinónimos.

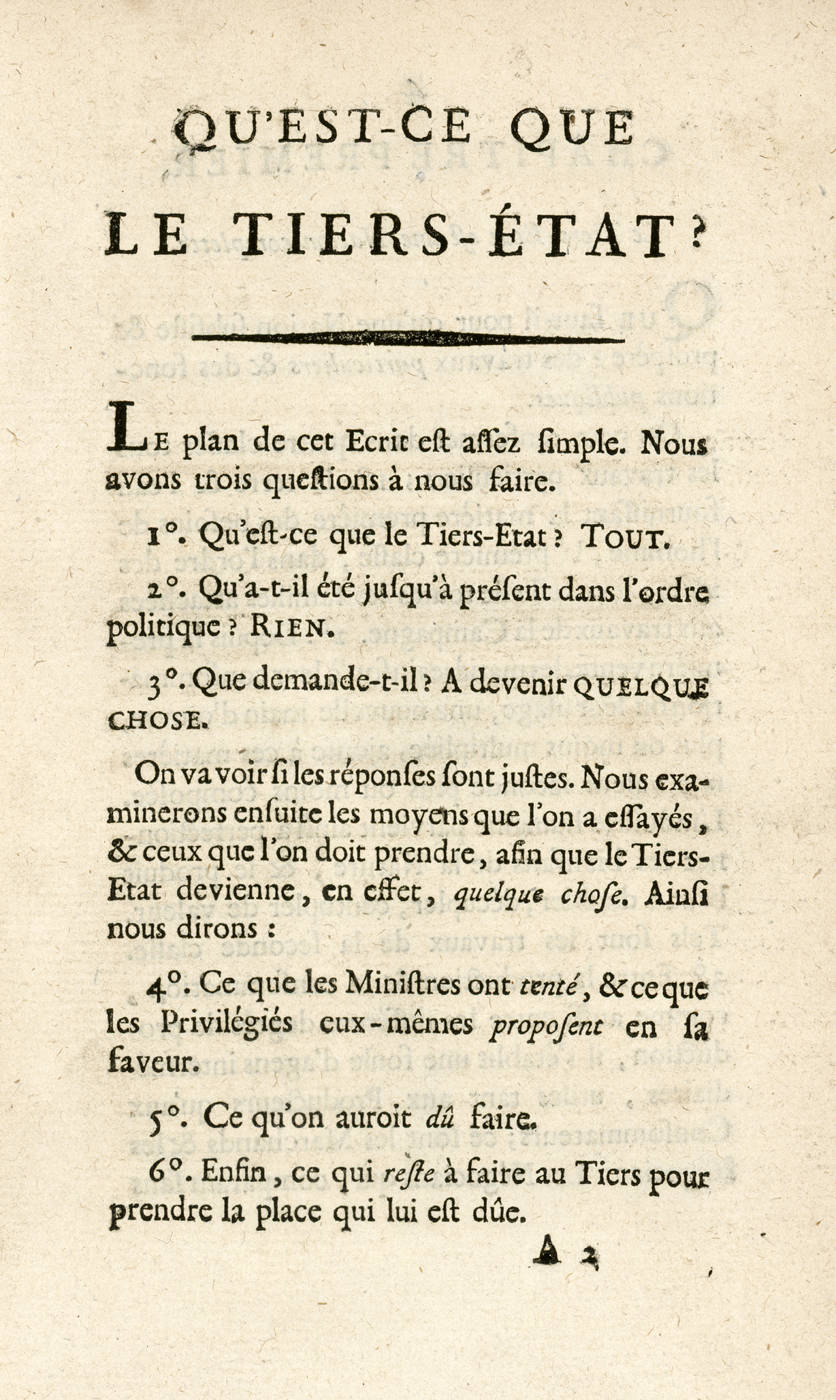
Primera página del panfleto de Sieyès, 1789.

## Fuente y documento
Conviene no confundir las nociones de fuente y documento, aunque son conceptos confluyentes: El documento es el soporte de la fuente.
Se habla de documentos escritos, documentos sonoros, documentos cinematográficos. Los documentos tienen su tipología (públicos, privados, etc.). La mayor parte de las veces se les utiliza como sinónimos, y las partes que vienen a continuación podrían nombrarse tratamiento documental, crítica documental, etc., aunque no sea estricto. Si nos hallamos ante el famoso folleto de Sieyès ¿Qué es el tercer estado?, la fuente es el abate Emmanuel Joseph Sieyès (es él quien habla); el documento es un escrito divulgado por la imprenta (puede medirse, contar su número de páginas, analizar su papel, catalogarse...)

## Clasificación de las fuentes de información

### Prelación de las fuentes
Según su originalidad u orden de precedencia, puede ser:
- Fuente primaria: es el material de primera mano relativo a un fenómeno que se desea investigar. En el caso de la historiografía, el material que en su tiempo ha servido para construir la historia.

- Fuente secundaria: es un texto basado en fuentes primarias, que implica un tratamiento: generalización, análisis, síntesis, interpretación o evaluación (ver en este mismo artículo tratamiento de las fuentes). En la historiografía (el estudio de la historia), las fuentes secundarias son aquellos documentos que no fueron escritos contemporáneamente a los sucesos estudiados.

- Fuente terciaria: es una selección y recopilación de fuentes primarias y secundarias, por ejemplo: bibliografías, catálogos de biblioteca, directorios, listas de lecturas y artículos sobre encuestas.

Los trabajos de investigación, los libros de texto, las enciclopedias y la propia Wikipedia suelen reunir los tres tipos de fuentes.

### Forma de expresión
Según la forma de expresar la información (lo que determina el tipo de documento generado y su forma de conservarlo y tratarlo), una fuente histórica puede ser:
- Fuente oral.
- Fuente arqueológica.
- Fuente escrita:

- Fuente bibliográfica; la de publicación puntual: sus documentos son los libros. Se recopilan en bibliotecas.
- Fuente hemerográfica; la de publicación periódica: sus documentos son los periódicos y revistas. Se recopilan en hemerotecas.
- Fuente epigráfica; la que se manifiesta en espacios públicos, formando parte de la arquitectura o monumentos: sus documentos son las inscripciones estudiadas por la epigrafía.
- Fuente archivística; la no publicada, sino restringida para su propio uso por quien la produjo (el autor o fuente). Sus documentos a veces se destruyen, o si se considera que su conservación es pertinente, quedan depositados en un archivo para su recopilación. Puede ser tanto un archivo privado como un archivo público: archivo de empresa, archivo institucional, archivo eclesiástico (archivo parroquial, archivo episcopal, Archivo Secreto Vaticano), archivo municipal, archivo provincial, archivo estatal, etc.

- Fuente audiovisual. La comunicación en su forma audiovisual, propia de los modernos medios de comunicación de masas, no da como resultado documentos escritos, sino emisiones de radio, televisión, etc., que serían efímeras sin su grabación (tal grabación es el documento sonoro o audiovisual, también objeto de recopilación y archivística).

- De una forma hasta cierto punto similar, también desde antiguo el teatro o la música (fuentes dramáticas o musicales) se han procurado preservar mediante textos escritos, libretos y partituras (que constituyen sus documentos).
- Mientras que el cine (fuente cinematográfica) tiene su propio soporte reproducible y copiable: la película (que es el documento cinematográfico). Se recopilan en filmotecas. El nombre de documental hace referencia al género cinematográfico caracterizado por su propósito consciente de servir como fuente documental.
- Fuente gráfica, cuyos documentos son la fotografía y las imágenes, históricamente anteriores, creadas por las artes visuales: tanto las reproducibles (grabado, cartel) como las que producen obras individuales, más habitualmente consideradas obras de arte  (pintura, escultura, dibujo); que no obstante, también pueden ser objeto de réplica). Se recopilan en fototecas (archivos fotográficos), y en todo tipo de museos, que cuando son especializados se denominan pinacotecas, gliptotecas, etc.

- Internet como fuente documental en parte es una fuente escrita, en parte es una fuente audiovisual. Como documento no tiene soporte físico más allá de los registros informáticos y su manifestación en pantallas y altavoces de los distintos aparatos receptores de cada usuario. Su especial dinamismo hace que su recopilación y conservación sea un asunto problemático (una página web puede desaparecer de la red con la misma facilidad con que aparece), pero también puede ser objeto de una enorme difusión o alteración. La blogosfera y las wikis (web 2.0) hacen que la autoría de la fuente sea colaborativa más que individual, y multidireccional más que unidireccional (de emisor a receptor, como sería propio de la comunicación clásica).

## Tratamiento de las fuentes

### Reunión de fuentes
El primer paso de cualquier investigación es la reunión de un corpus documental suficiente de todas las "fuentes de información" que vayan a interesar en el tema sobre el que se esté investigando.

### Crítica de las fuentes
El tratamiento de las fuentes documentales, si pretende ser científico, tiene que partir de una crítica de las fuentes, es decir, del juicio que el investigador (periodista o historiador, por ejemplo) deben de hacer sobre su sinceridad y correspondencia con la realidad.

### Contraste de fuentes
Evaluadas en su validez, las fuentes deben contrastarse entre ellas, viendo si coinciden o discrepan, y en qué grado. De ser numerosas ha de aplicárseles el método estadístico que sea más apropiado.

### Respeto a las fuentes
Al mismo tiempo, el tratamiento de las fuentes debe ser respetuoso con ellas mediante la fidelidad a las fuentes: no falsearlas ni tergiversarlas para hacerlas decir lo que al investigador interesa que digan.

#### Cita de las fuentes
La investigación original no debe ocultar las fuentes en las que se basa. Si la aportación original es insuficiente o irrelevante, no hay originalidad sino plagio. La reproducción de citas puede ser abusiva (a veces la mayor parte del texto son entrecomillados). 
Para algunos casos (publicación o edición crítica de fuentes), la tarea del investigador se convierte en una glosa. Es necesario utilizar con cuidado el recurso que se conoce como intertextualidad: no entrecomillar y citar a lo largo del texto que escribe el autor de la investigación, pero reconociendo bien sea en el propio texto, a pie de página o al final del capítulo o la obra que lo que se dice tiene una fuente y no es del todo producción propia.

#### ¿Se puede ocultar una fuente por respeto?
Es famosa, por la divulgación mediática de casos ocurridos en los Estados Unidos, la obligación ética de los periodistas de mantener en secreto las fuentes que así se lo han pedido. La imposibilidad de contrastar y criticar una fuente anónima hace que ese privilegio cause problemas de ética profesional, además de los judiciales, llegado el caso.

## Documentos históricos

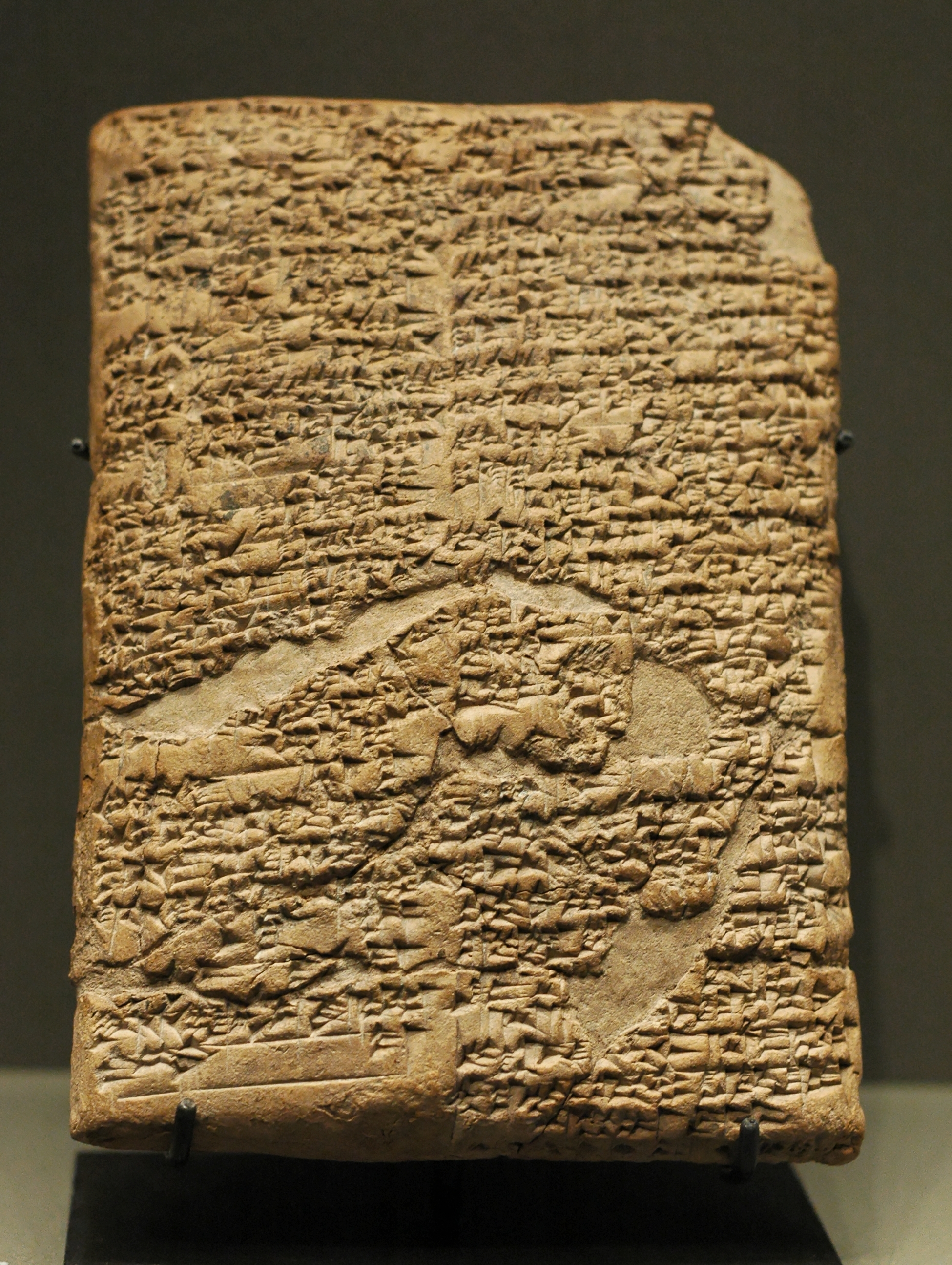
Uno de los soportes (en este caso una tableta de arcilla) que recogen el Código de Hammurabi.
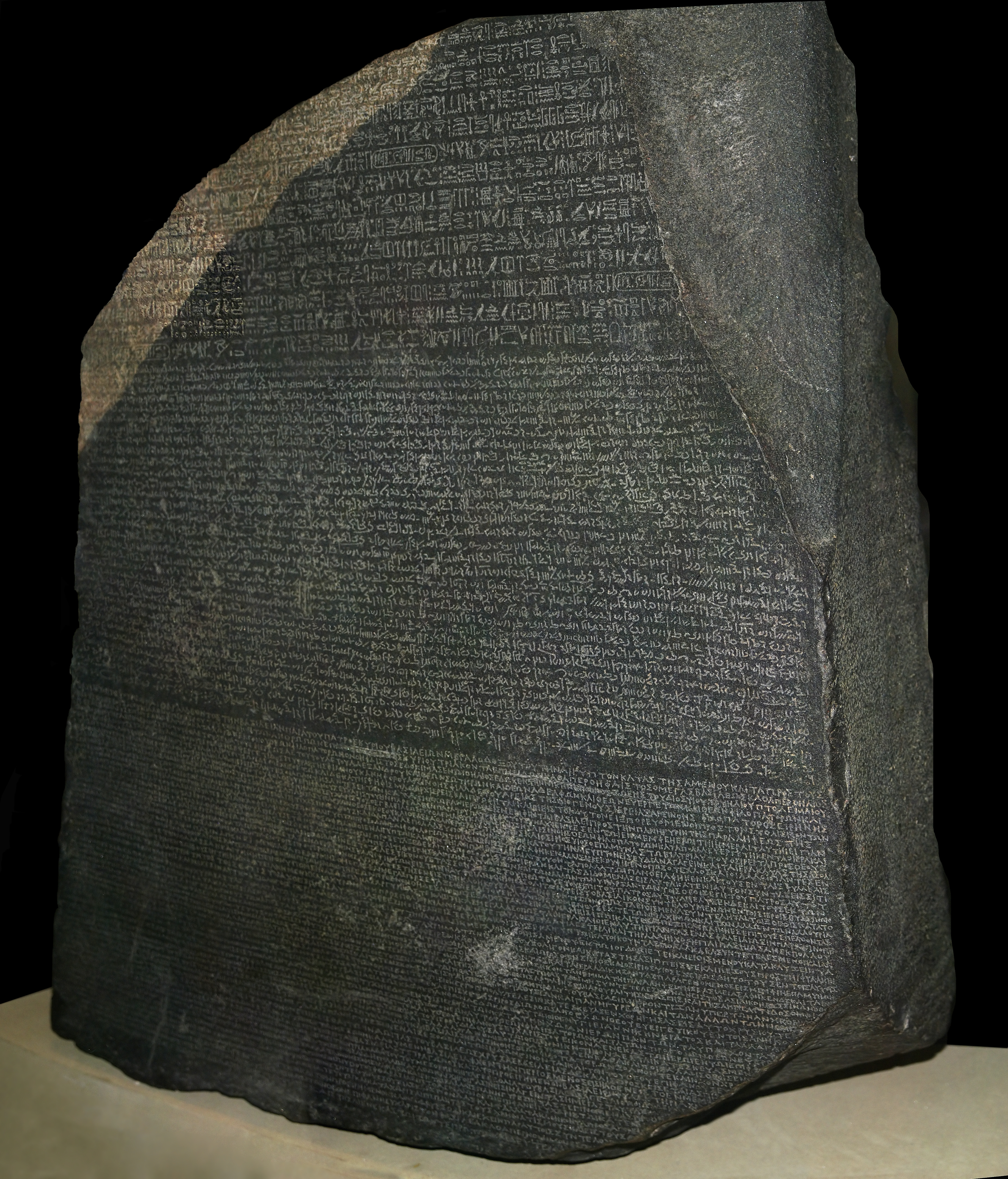
Piedra Rosetta.
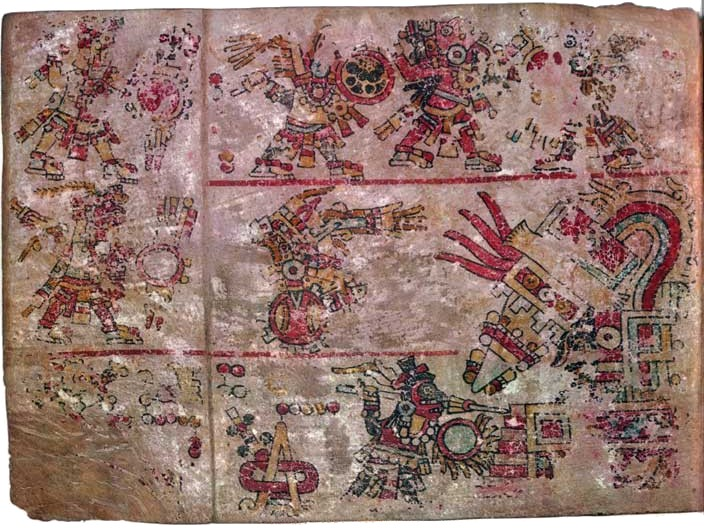
Códice Colombino.
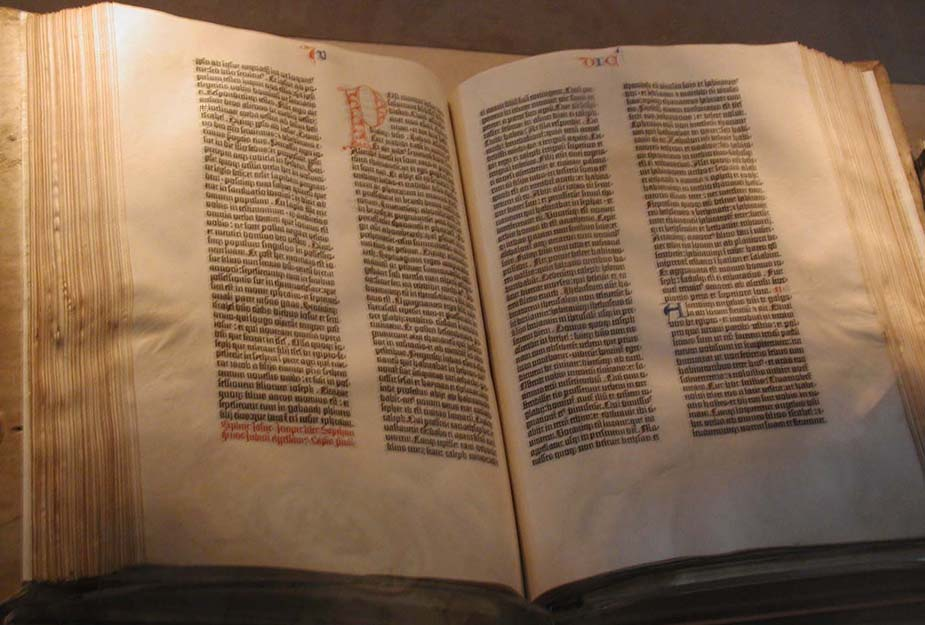
Ejemplar de la Biblia de Gutenberg.
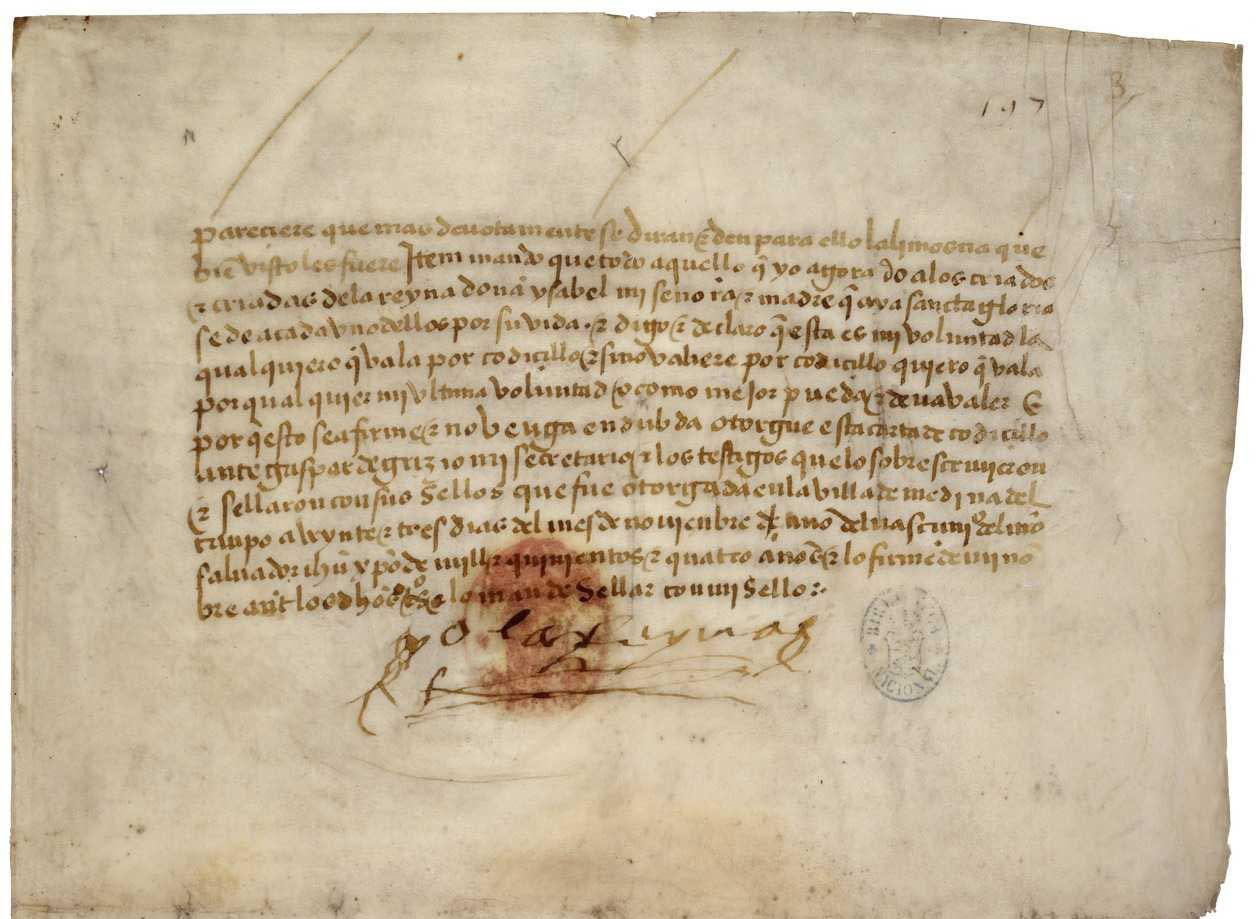
Testamento de Isabel la Católica.
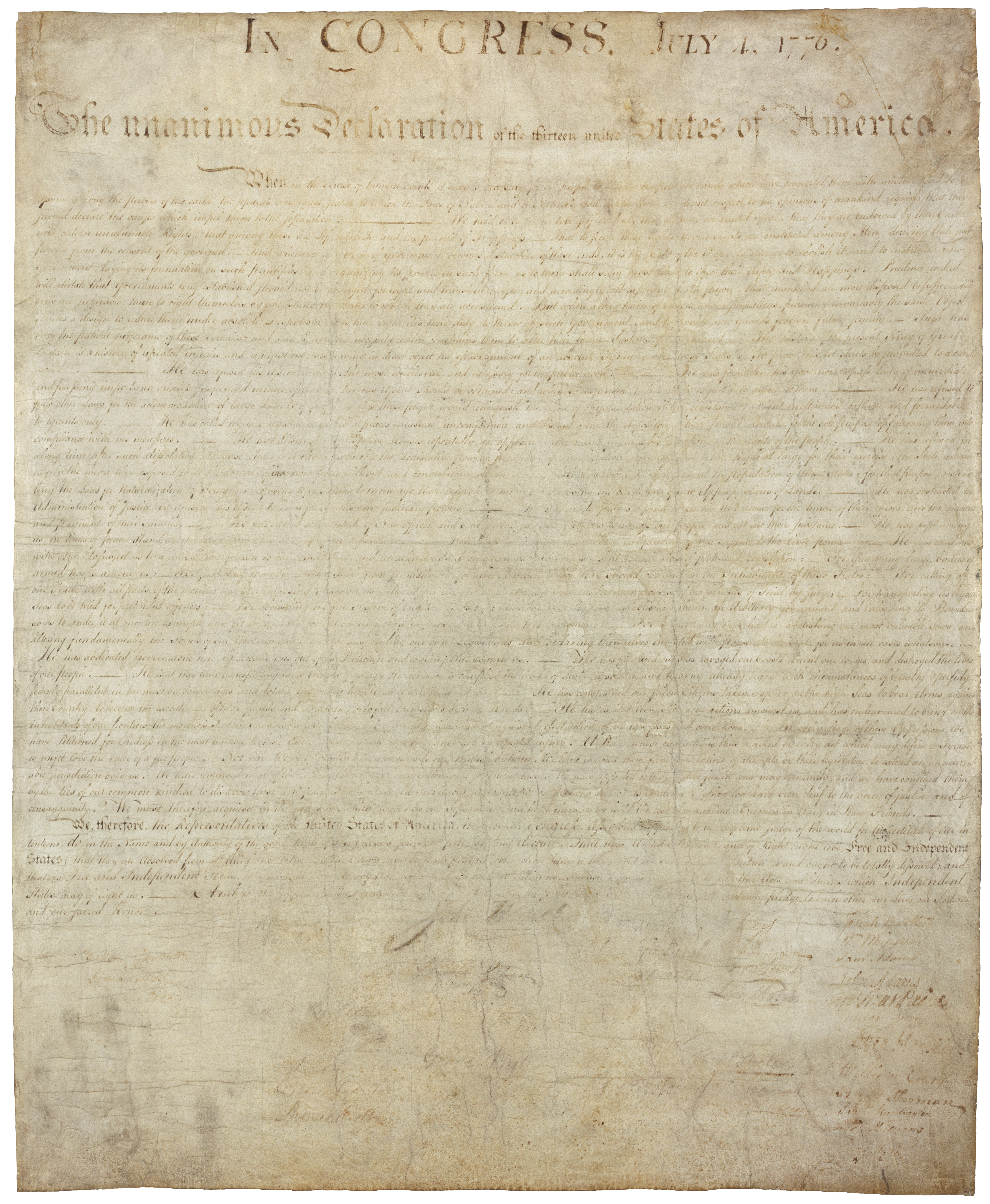
Copia de la Declaración de independencia de Estados Unidos.
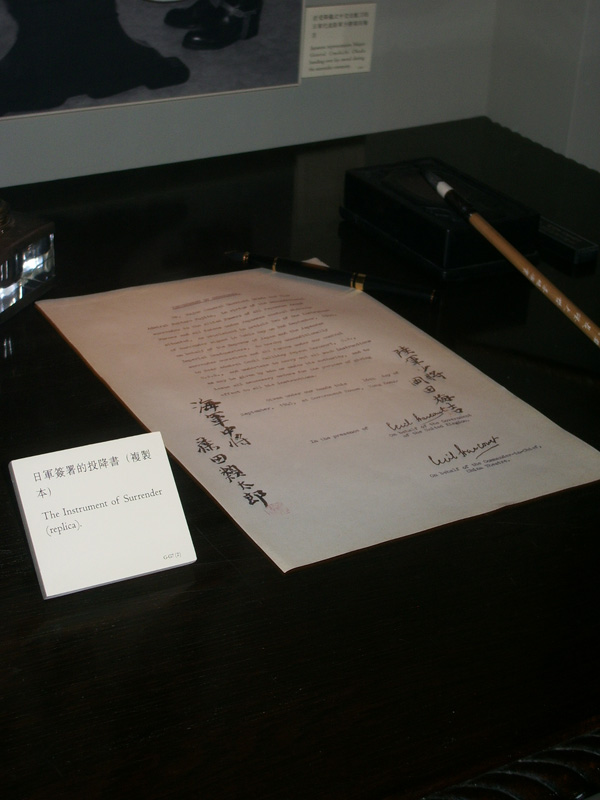
Rendición japonesa en la Segunda Guerra Mundial.